# If Stockholm Open 2013
If Stockholm Open 2013 byl tenisový turnaj pořádaný jako součást mužského okruhu ATP World Tour, který se hrál na krytých dvorcích s tvrdým povrchem v aréně Kungliga tennishallen. Konal se mezi 14. až 20. říjnem 2013 ve švédské metropoli Stockholmu jako 45. ročník turnaje.
Turnaj s rozpočtem 530 165 eur patřil do kategorie ATP World Tour 250. Nejvýše nasazeným hráčem ve dvouhře byl třetí tenista světa David Ferrer ze Španělska, kterého ve finále zdolala bulharská turnajová sedmička Grigor Dimitrov.

## Dvouhra

### Nasazení hráčů
| Země         | Hráč            | ATP1) | Nasazení |
| ------------ | --------------- | ----- | -------- |
| Španělsko    | David Ferrer    | 4.    | 1.       |
| Kanada       | Milos Raonic    | 11.   | 2.       |
| Polsko       | Jerzy Janowicz  | 15.   | 3.       |
| Jižní Afrika | Kevin Anderson  | 20.   | 4.       |
| Lotyšsko     | Ernests Gulbis  | 26    | 5        |
| Francie      | Benoît Paire    | 27.   | 6.       |
| Bulharsko    | Grigor Dimitrov | 28.   | 7.       |
| Chorvatsko   | Ivan Dodig      | 29.   | 8.       |

- 1) Žebříček ATP k 7. říjnu 2013.

### Jiné formy účasti na turnaji
Následující hráči obdrželi divokou kartu do hlavní soutěže:
- Markus Eriksson
- Benoît Paire
- Milos Raonic

Následující hráči postoupili z kvalifikace:
- Marius Copil
- Joachim Johansson
- Nils Langer
- Milos Sekulic

### Odhlášení
Před začátkem turnaje
- Brian Baker
- Marin Čilić
- David Goffin
- Sam Querrey
- Michail Južnyj

v průběhu turnaje
- Fernando Verdasco

### Skrečování
- Jürgen Zopp

## Čtyřhra

### Nasazení párů
| Země       | Hráč              | Země          | Hráč              | ATP1) | Nasazení |
| ---------- | ----------------- | ------------- | ----------------- | ----- | -------- |
| Pákistán   | Ajsám Kúreší      | Nizozemsko    | Jean-Julien Rojer | 26.   | 1.       |
| Chorvatsko | Ivan Dodig        | Brazílie      | Marcelo Melo      | 30.   | 2.       |
| Španělsko  | David Marrero     | Španělsko     | Fernando Verdasco | 39.   | 3.       |
| Mexiko     | Santiago González | Spojené státy | Scott Lipsky      | 64.   | 4.       |

- 1) Žebříček ATP k 7. říjnu 2013.

### Jiné formy účasti
Následující páry obdržely divokou kartu do hlavní soutěže:
- Isak Arvidsson /  Andreas Siljeström
- Jonas Björkman /  Robert Lindstedt

Následující pár do soutěže nastoupil z pozice náhradníka:
- Patrik Rosenholm /  Milos Sekulic

### Odhlášení
Před začátkem turnaje
- Marcelo Melo

v průběhu turnaje
- Fernando Verdasco

## Přehled finále

### Mužská dvouhra
- Grigor Dimitrov vs.  David Ferrer, 2–6, 6–3, 6–4

### Mužská čtyřhra
- Ajsám Kúreší /  Jean-Julien Rojer vs.  Jonas Björkman /  Robert Lindstedt, 6–2, 6–2